# Alfonsina Strada
Alfonsa Rosa María Morini, (Castelfranco Emilia, 16 de marzo de 1891- Milán, 13 de septiembre de 1959), más conocida como Alfonsina Strada, fue una ciclista italiana. Fue la primera mujer en competir en carreras profesionales masculinas, como el Giro de Lombardía (1917) y 1918) y el Giro de Italia. Es considerada una de las pioneras e impulsoras de la participación femenina en el deporte.

## Biografía
Los orígenes y acercamiento a la bicicleta

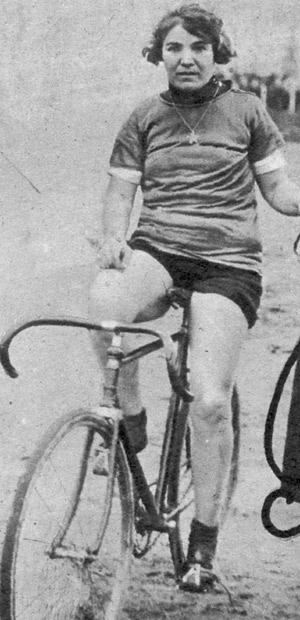
Alfonsina Strada en los años'20.

Alfonsina Strada fue la segunda de diez hermanos. Hija de Virginia Marchesini y Carlo Morini, una pareja de trabajadores del campo de la región de La Emilia, en Módena. Según los relatos, su hogar era muy humilde y sus padres analfabetos.Su primera bicicleta fue una de su padre, al borde del desguace, pero que aún funcionaba.La usó hasta los diez años y luego el padre le regaló otra que obtuvo canjeándola por gallinas.Para Alfonsina la bicicleta fue una verdadera pasión y, antes de los catorce años la joven ya había encontrado una manera de participar en diversos concursos a escondidas de sus padres, a quienes mintió diciendo que iba a la misa dominical. Su madre, después de descubrir el hecho, le dijo que para seguir corriendo tendría que casarse e irse de casa. A la edad de catorce años, en 1905, se casó con un mecánico y cincelador, Luigi Strada, con quien se mudó a Milán; como regalo de bodas, él consiguió una bicicleta. Su marido resultó ser su primer seguidor y gerente.

## Trayectoria deportiva

### Primeras competiciones
En 1907, a los dieciséis años, se fue a Turín, una ciudad donde el ciclismo había echado raíces y donde las mujeres sobre dos ruedas no eran motivo de escándalo particular. En la antigua capital del Reino comenzó a competir, también superando a la famosa Giuseppina Carignano y ganando el título de "Mejor ciclista italiana" . Todavía en Turín conoció a Carlo Messori, también Emilian, quien convenció a Alfonsina para que lo acompañara en el Gran Premio de San Petersburgo en 1909, en Rusia; en esta ocasión, Morini recibió una medalla del zar Nicolás II. Después de enviudar, Messori se convirtió en su segundo marido.
En 1911 en Moncalieri estableció el récord mundial de la hora en la categoría al completar 37,192 kilómetros, superando la marca establecida ocho años antes por la francesa Louise Roger.

### Participación en dos ediciones del Tour de Lombardía
En 1917, en el apogeo de la Gran Guerra , Alfonsina se presentó en la redacción de la Gazzetta, el organizador diario, para solicitar unirse al Giro de Lombardía. Ninguna regulación lo impidió, siendo inscrita como un aficionado de segunda clase, por lo que Armando Cougnet, dueño de las carreras, aceptó el registro; fue la primera vez que la emiliana participó en una carrera en ruta desafiando a los atletas masculinos. Posteriormente, despegó el 4 de noviembre de 1917 en Milán junto con los otros 43 corredores en la carrera, incluyendo a Gaetano Belloni, Philippe Thys, Costante Girardengo,  varias veces felicitada con ella, y Henri Pélissier. La llegada fue en Milán, en el parque Trotter, después de que la carrera tocara a Varese, Como, Lecco y Monza durante sus 204 kilómetros; fue el belga Thys quien estuvo frente a Pélissier; Belloni llegó sexto, Girardengo el décimo; Alfonsina Morini llegó con el último grupo de competidores que completaron el recorrido, a una hora y media del ganador. Durante esta edición, cerca de veinte corredores que no terminaron la carrera.
La presencia de Alfonsina Morini Strada en esta carrera fue considerada una rareza que causó comentarios punzantes, pero, a pesar de esto, la ciclista se inscribió en la edición 1918 de la Milán-Módena, sin embargo, tuvo que retirarse casi inmediatamente debido a una caída.
En noviembre del mismo año se reinscribió en Lombardía: de cuarenta y nueve miembros, solo treinta y seis aparecieron en la línea de partida; durante la carrera hubo catorce abandonos. La victoria fue para Belloni, mientras que Alfonsina llegó entre los veinte primeros, a 23 minutos, superando en el sprint a Carlo Colombo. El objetivo de la "reina del pedal", este era uno de sus apodos, se había convertido el de participar en el Giro d'Italia.

### Giro de Italia
Después de participar en dos ediciones del Giro de Lombardía, en 1924 Emilio Colombo (en ese momento, director de la Gazzetta dello Sport) , le permitió inscribirse en el Giro de Italia de ese año. Este hecho fue posible debido a las dificultades que había enfrentado la organización ya que los equipos más prestigiosos habían pedido recompensas en efectivo, y los organizadores habían decidido abandonar la carrera, por lo cual, se abrió la participación a ciclistas individuales y no profesionales. En el caso de Alfonsina, su participación fue aceptada definitivamente hasta solo tres días antes del inicio de la carrera.El Giro 1924 cruzó la península itálica durante 3.613 kilómetros, con 12 etapas, intercaladas con 11 días de descanso. 108 inscritos, de los que solo noventa se presentaron al inicio.
Debido a las grandes dificultades que presentó la novena etapa (L'Aquila - Perugia), la cual tuvo un recorrido de casi 300 kilómetros por carreteras en pésimas condiciones, lo cual le provocó diversos pinchazos y caídas, Alfonsina llegó fuera del tiempo límite; Inicialmente, algunos miembros del jurado (incluido el propio Colombo) no querían sacarla de la carrera.Pero más tarde se optó por una línea dura: Alfonsina Morini Strada fue excluida de la clasificación general, una decisión que puedo verse influida por el ambiente político del momento. Sin embargo, se acordó un compromiso: Alfonsina podría participar en todas las etapas restantes, pero su tiempo no sería contabilizado para la clasificación. Esta decisión fue sobre todo económica, debido al beneficio mediático que representaba dejarla terminar, esto debido a que había sido una gran atracción para la prensa y el público durante la carrera. Noventa iniciaron en Milán, solo treinta completaron la carrera, entre ellos,  Alfonsina Morini Strada.
El machismo estructural que imperaba en su época le impidió participar en las ediciones posteriores de la corsa rosa, sin embargo, Alfonsina continuó compitiendo y ganó 36 carreras contra homólogos masculinos, siendo fuente de inspiración y admiración de campeones del ciclismo como Costante Girardengo.

## En la literatura
- Inspirándose en las hazañas de Alfonsina Strada, Giovanni D'Avanzi y Marcello Marchesi compusieron la canción Bellezze in bici ,  interpretada por Silvana Pampanini y Delia Scala en la película del mismo nombre (1950).

«¿Pero a dónde vas, bella, en bicicleta,
pedaleando con ardor y con tanta prisa?
¡Las piernas esbeltas, torneadas y hermosas
ya han puesto pasión en mi corazón!»

- El cuento Historia de la corredora y su amante, incluido por Gianni Celati en sus Narratori delle Plaini (Feltrinelli, 1985), está inspirado en su figura.[13]

- En 2004 se publicó el libro escrito por Paolo Facchinetti : Los años locos de Alfonsina Strada - La novela de la única mujer que corrió el Giro de Italia junto con los hombres (Edicicloeditore). El libro se inspiró en el guion cinematográfico escrito por Agostino Ferrente y Andrea Satta, cantante del grupo Têtes de Bois , que el 20 de abril de 2010 publicó el álbum conceptual Goodbike (Ala Bianca Records), íntegramente dedicado al tema del ciclismo: entre las canciones, la que tuvo más éxito fue Alfonsina y la bici . Se realizó un videoclip protagonizado por la astrofísica Margherita Hack y dirigido por Agostino Ferrente .

- En el Museo Kerbstone de Pergine Valsugana (en el valle de Mocheni, a unos 20 km de Trento) hay un gran bordillo rosa dedicado a ella.

- En 2010 debutó el espectáculo teatral titulado Finisce per A. Soliloquio tra Alfonsina Strada, la única mujer en el Giro de Italia de 1924, y Jesús (en la colección Anima e carne , Edizioni Fernandel) escrito por Eugenio Sideri, interpretado por Patrizia Bollini, dirigida por Gabriele Tesauri. El espectáculo se representó en numerosas ciudades italianas y también en el extranjero (en Londres, con motivo de los Juegos Olímpicos de 2012 y en el Instituto Cultural Italiano de Bruselas). En 2014, con motivo del 90 aniversario del Giro di Alfonsina, el espectáculo se representó en Collecchio y Lugo, escenarios del 97.º Giro de Italia.

- En 2017, Stefano Massini escribió Un cuento basado en la historia de Alfonsina Strada  .[14]

- En Milán, el 11 de julio de 2017, una calle de la zona de Lorenteggio, cerca del límite con el municipio de Corsico, fue dedicada a Alfonsina Strada.[15]

- En la colección de cuentos de Gianni Celati, titulada Narratori delle pianure (Feltrinelli, 1985), la historia del corredor y su amante está inspirada en su figura.
- En 2004 se publicó el libro escrito por Paolo Facchinetti. 'Los años rugientes de Alfonsina Strada - La novela de la única mujer que corrió el Giro de Italia junto con los hombres' (Edicicloeditore). El libro estará inspirado en el guion de la película escrito por Agostino Ferrente y [Andrea Satta], vocalista del grupo Têtes de Bois.
- En 2021, el periodista Ander Izagirre le dedica el cuarto capítulo de su obra 'Cómo ganar el Giro bebiendo sangre de buey'. En éste, se recoge el periplo de Strada corriendo la ronda italiana de 1924, así como sus inicios en el ciclismo y las suspicacias que creó en un principio.
- En agosto de 2021 se estrena "Perdifiato - la increíble vida de Alfonsina Strada", escrita e interpretada por el actor y dramaturgo Michele Vargiu y dirigida por la directora Laura Garau. El espectáculo, dedicado a la vida del ciclista, se encuentra actualmente de gira nacional.

## Reconocimientos
- En 2010, el grupo italiano Têtes de bois publicó la canción «Alfonsina e la bici», dedicada a Alfonsina Strada.
- El videoclip de la canción tiene a la astrofísica italiana Margherita Hack como protagonista en el papel de Alfonsina Strada.[16]
- La carrera ciclista Giro Donne 2023 incluyó un sprint a mitad de carrera bautizado en honor a Strada, durante la etapa 3 de la carrera de 9 etapas.
- La subida más desafiante del Giro de Italia Femenino 2024 ha sido denominada "Cima Alfonsina Strada".[17]
- En Ripa, aldea de Perugia, el 18 de mayo de 2021, día de descanso del 104.º Giro de Italia que comenzaría de nuevo en Perugia al día siguiente, una calle llevaba el nombre de Alfonsina y la otra, Coppi.
- También en Cervia (provincia de Rávena) se ha dedicado a la Alfonsina Strada un carril bici que atraviesa el famoso pinar.
- El 23 de abril de 2016 se inauguró el nuevo gimnasio municipal en via Murri en Alfonsine (provincia de Rávena) , dedicado a Alfonsina Strada.[18]
- La canción Ciao Mama de Quartetto Cetra (1960) está inspirada en las hazañas de Alfonsina Strada.